# Omloop van het Waasland 2012
L'Omloop van het Waasland 2012, quarantottesima edizione della corsa, valido come evento dell'UCI Europe Tour 2012 categoria 1.2, si svolse l'11 marzo 2012 su un percorso di 191,2 km. Fu vinto dal belga Preben Van Hecke, che terminò la gara in 4h27'00" alla media di 42,96 km/h.
Furono 100 i ciclisti che portarono a termine il percorso.

## Ordine d'arrivo (Top 10)
| Pos. | Corridore           | Squadra         | Tempo    |
| ---- | ------------------- | --------------- | -------- |
| 1    | Preben Van Hecke    | Topsport Vl.    | 4h27'00" |
| 2    | Egidijus Juodvalkis | Landbouwkrediet | s.t.     |
| 3    | Gediminas Bagdonas  | An Post         | s.t.     |
| 4    | Alexandre Blain     | Endura Racing   | s.t.     |
| 5    | Yoeri Havik         | De Rijke        | s.t.     |
| 6    | Zico Waeytens       | Topsport Vl.    | s.t.     |
| 7    | Steven Caethoven    | Accent Jobs     | a 5"     |
| 8    | Joren Segers        | An Post         | a 8"     |
| 9    | Evert Verbist       | Accent Jobs     | a 11"    |
| 10   | Jonathan Breyne     | Landbouwkrediet | a 1'02"  |